# بنادک سادات
روستای بنادک سادات از توابع شهرستان مهریز استان یزد و مرکز دهستان میانکوه می‌باشد. دره‌ای معتدل خشک در ۳۱ کیلومتری جنوب تفت و ۱۷ کیلومتری جنوب راه مهریز - تفت قراردارد.
این روستا از توابع دهستان میانکوه (مهریز) از بخش مرکزی است. در ارتفاع ۲۰۷۰متر و در دره‌ای سبز و خرم قرار دارد که یکی از دره های کوه برفخانه است. باغ‌ها و درختان فراوانی آن را دربر گرفته‌است و در تابستان‌ها ییلاق و گردشگاه مردم یزد و پیرامون آن است. کوه فوضولک در شرق و کوه پل در غرب این روستا واقع شده و هر دو کوه از رشته کوه شیرکوه هستند. آب‌وهوای روستا معتدل است. در زبان محلی به این روستا بنافت می‌گویند.

## آثار تاریخی و گردشگری
از مهم‌ترین آثار تاریخی این روستا مسجد جامع آن با بیش از چهارصد سال قدمت که در فهرست آثار ملی به ثبت رسیده می‌باشد. امامزاده سید شمس الدین، مسجد سید شمس الدین، خانه محمد هادی، خانه خیرآبادی‌ها، باغ افصح، آسیاب خروسی از دیگر آثار گردشگری این روستا می‌باشد.

## تقسیمات محلی
این روستا شامل سه محله اصلی به نام‌های محله سفلی، حسینیه (توده) و باغ حاجیان می‌باشد که هرکدام به محلات کوچکتر دیگری تقسیم می‌شود.

## امام‌زاده سید شمس الدین
بقعه امام‌زاده سید شمس الدین از نوادگان امام صادق (ع) با قدمت بیش از ۸۰۰ سال از مهمترین آثار گردشگری این روستا می‌باشد.
آستان امامزاده سید شمس الدین محمد در بیست و پنج کیلومتری غرب شهرمهریز، درخارج از روستای خوش آب و هوای بنادک سادات، بر روی تپه ای مشرف بر روستا با چشم اندازی عالی واقع شده است. بنای قدیم امام‌زاده در سال‌های اخیر تخریب و ساختمان جدیدی جایگزین گردید. در قبرستان مجاور امام‌زاده سنگ‌های زیادی از قرن هفتم به بعد دیده می‌شود که قسمتی از آن در تعمیرات امام‌زاده از بین رفته‌است.  ۴۷ قطعه از سنگ قبرهای قدیمی به جا مانده به‌دستور سید علی‌محمد وزیری بر بدنهٔ خارجی بنای جدید نصب گردید.